# Austrelmis steineri
Austrelmis steineri is een keversoort uit de familie beekkevers (Elmidae). De wetenschappelijke naam van de soort werd in 1980 gepubliceerd door Spangler.